# Heinrich Brüning
Heinrich Brüning (escucharⓘ) (Münster, Westfalia, Imperio alemán, 26 de noviembre de 1885-Norwich, Vermont, Estados Unidos, 30 de marzo de 1970) fue un político alemán que tuvo los cargos de canciller y ministro de Asuntos Exteriores de su país.

## Comienzos
Nació en Münster, Westfalia. Entre 1904 y 1911 estudió Historia, Derecho, Filosofía y Economía Política en Múnich y Estrasburgo y de 1911 a 1913 en Inglaterra. En 1915 se doctoró en Bonn. Su tesis doctoral trata de la nacionalización de los ferrocarriles ingleses. Más tarde sirvió como tirador de ametralladoras durante la Primera Guerra Mundial, donde ascendió a oficial.
De 1920 a 1930 fue gerente administrador de una confederación de sindicatos, el Christlicher Deutscher Gewerkschaftsbund. De 1924 a 1933 tuvo un escaño para el Partido de Centro en el Reichstag, el Parlamento alemán de entonces. En 1929 pasó a encabezar el grupo parlamentario del Partido de Centro, formando parte del ala derecha de este (ver Movimiento Revolucionario Conservador).

## Canciller en la crisis
Reconocido por su perspicacia financiera,[cita requerida] fue nombrado canciller de Alemania el 28 o 30 de marzo de 1930, tras el hundimiento del Gobierno de coalición socialdemócrata de Hermann Müller, en un esfuerzo por remediar la crisis económica causada por la Gran Depresión.

### Política exterior
Brüning encabezaba un gabinete de centroderecha que heredaba al ministro de Asuntos Exteriores conservador Julius Curtius del anterior Gobierno. El nuevo Gobierno, temeroso del auge del partido nazi e impregnado de nacionalismo, decidió llevar a cabo una política que desviase los apoyos nacionalistas al Gobierno. La política internacional del nuevo Gobierno había de ser «nacional» y debía servir a este para triunfar en las próximas elecciones nacionales. Desde las elecciones de 1930, que produjeron un enorme crecimiento del apoyo a los nacionalsocialistas, el Gobierno competía en nacionalismo con la extrema derecha.
A la vez que rechazaba el plan francés de Aristide Briand para comenzar a construir una Unión Europea, trató de lograr una unión aduanera con Austria (fracasada por la oposición de Francia), la revisión territorial a favor de Alemania de las fronteras creadas por el Tratado de Versalles y la ampliación de la influencia alemana por el sureste europeo.
En marzo de 1931, logró el apoyo de los socialdemócratas para aprobar el presupuesto, las ayudas a los granjeros del este del país y la partida para la construcción de un nuevo crucero de batalla. Ausente la oposición de derecha del Reichstag, la tolerancia de los socialdemócratas, que preferían que el canciller aprobase estas medidas que afrontar unas nuevas elecciones, le permitieron a Brüning lograr la victoria en las votaciones parlamentarias y suspender las sesiones hasta el otoño.
La crisis austriaca, que hizo fracasar los planes de unión aduanera con Austria, obligó a dimitir al ministro de Asuntos Exteriores y a que Brüning pasase a encargarse directamente del ministerio.

### La política económica contra la crisis
Sin embargo, antes de un mes de mandato, sus remedios para aquella situación caótica –aumento de impuestos y recortes severos de presupuestos– fueron rechazados por el Reichstag y no se implementaron hasta el verano, cuando el presidente Paul von Hindenburg empezó a gobernar por decreto, basándose en el artículo 48 de la Constitución de Weimar, prescindiendo del Parlamento. Las medidas fueron infructuosas.
En agosto de 1931, Brüning visitó al papa Pío XI. Tanto el pontífice como su secretario de Estado Eugenio Pacelli, futuro Pío XII, presionaron al canciller alemán con el fin de explorar la posibilidad de cooperar con los nazis y prevenir de este modo «un mal mayor», aunque ni Brüning ni los obispos alemanes compartían por aquel entonces dicha estrategia.
Brüning fue clave para lograr la reelección de Hindenburg en las elecciones presidenciales de 1932, ya que el presidente estaba muy anciano para realizar una campaña. Esto no cambió la opinión de Hindenburg sobre Brüning ni evitó su caída.

### Caída del Gobierno y exilio
Tras fracasar en las negociaciones sobre el rearme y la prohibición de las organizaciones paramilitares nazis, el presidente, aconsejado por el general Kurt von Schleicher, sustituyó a Brüning (el 30 de mayo de 1932) por un miembro conservador de los centristas católicos, Franz von Papen, antes de que Adolf Hitler fuera nombrado canciller el 30 de enero de 1933.
Brüning abandonó Alemania en 1934 para escapar de las purgas políticas de Hitler. Se instaló en el Reino Unido y más tarde en los Estados Unidos, donde dio clases en la Universidad de Harvard de Administración de Empresas (Harvard University's School of Business Administration).
Durante su exilio estadounidense logró notoriedad por suscribir, desde la revista Commonweal, una campaña para que los católicos no apoyasen a Franco durante la guerra civil española. Brüning sostenía que la Constitución de la Segunda República española, al igual que la de la extinta República de Weimar, había sido positiva para el catolicismo al abolir los privilegios de la Iglesia y mantener una cierta instrucción religiosa en los colegios públicos. Brüning temía que la Iglesia perdiera su base popular por no haberse opuesto a la difusión del fascismo, por lo que aplaudió la encíclica antinazi de Pío XI Mit brennender Sorge —aunque consideró que llegaba, como mínimo, con un año de retraso—. La deriva autoritaria de la jerarquía católica, ejemplificada en la elección de Pío XII en 1939, le decepcionó profundamente, pero la llegada de Juan XXIII al papado y su política ecuménica y de respeto al laicado le devolvieron la esperanza en el futuro de la Iglesia.
Volvió a Alemania en 1952 y, no pudiendo continuar con su carrera política, regresó a Estados Unidos, donde falleció en 1970.
En su exilio escribió «Memoirs 1918 – 1934».

### Primer Gobierno de Brüning, 30 de marzo de 1930-7 de octubre de 1931
- Heinrich Brüning (Z): canciller[14]

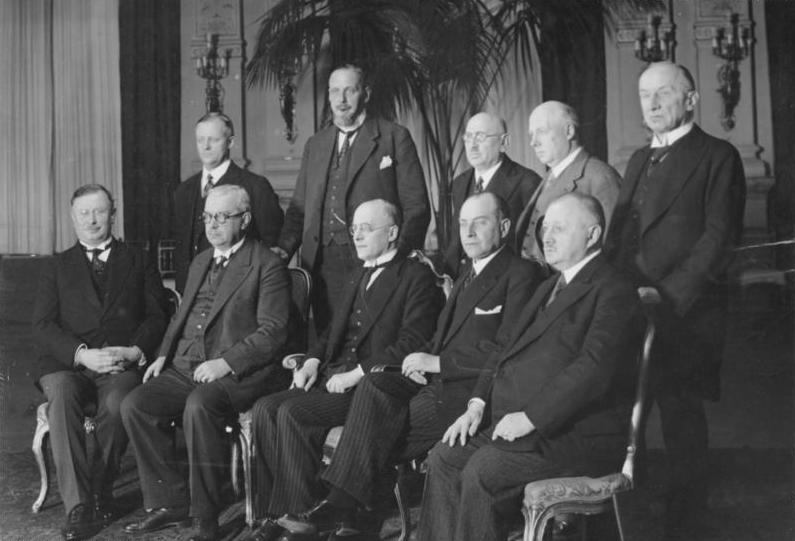
El gabinete Brüning.

- Hermann R. Dietrich (DDP): vicecanciller, hasta el 26 de junio de 1930 ministro de Economía y desde el 26 de junio de 1930 ministro de Finanzas[14]
- Julius Curtius (DVP): ministro de Asuntos Exteriores[5][14]
- Joseph Wirth (Z): ministro del Interior[5][14]
- Paul Moldenhauer (DVP): ministro de Finanzas[5][14] (hasta el 26 de junio de 1930)[14]
- Adam Stegerwald (Z): ministro de Trabajo[5][14]
- Johann Viktor Bredt (Wirtschaftspartei, Partido de la Economía): ministro de Justicia[5][14] (hasta el 5 de diciembre de 1930)[14]
- Wilhelm Groener (sin partido): ministro de Defensa[14]
- Georg Schätzel (BVP): ministro de Correos[14]
- Theodor von Guérard (Z): ministro de Transporte[14]
- Martin Schiele (DNVP): ministro de Alimentación[14]
- Gottfried Treviranus (Partido Conservador Popular): ministro de Áreas Ocupadas (hasta el 30 de septiembre de 1930), ministro sin cartera (desde el 1 de octubre de 1930)[14]

Cambios
- 3 de mayo de 1930: Bredt dimite cómo ministro de Justicia.  Es sucedido por el ministro suplente, Curt Joël.
- 26 de junio de 1930: Dietrich sucede a Moldenhauer como ministro de Finanzas. Dietrich es sucedido como ministro de Economía por el ministro suplente Ernst Trendelenburg.
- 1 de octubre de 1930: Con la evacuación de Renania por los aliados, Treviranus fue nombrado ministro sin cartera.

### Segundo Gabinete de Brüning, 9 de octubre de 1931-30 de mayo de 1932
- Heinrich Brüning (Z) – canciller y ministro de Asuntos Exteriores[14]
- Hermann R. Dietrich (DStP): vicecanciller y ministro de Finanzas[14]
- Wilhelm Groener (sin partido): ministro del Interior (durante toda la legislatura) y ministro de Defensa (hasta el 12 de mayo de 1932)[14]
- Hermann Warmbold (sin partido): ministro de Economía (hasta el 6 de mayo de 1932)[14]
- Adam Stegerwald (Z): ministro de Trabajo[14]
- Curt Joël (sin partido): ministro de Justicia[14]
- Georg Schätzel (BVP): ministro de Correos[14]
- Gottfried Treviranus (Partido Conservador Popular): ministro de Transporte[14]
- Martin Schiele (Partido Cristiano-Nacional de los Campesinos y Agricultores): ministro de Alimentación[14]

Cambios
- 6 de mayo de 1932: Warmbold dimite como ministro de Economía y le sucede el ministro suplente Ernst Trendelenburg